# Emoe

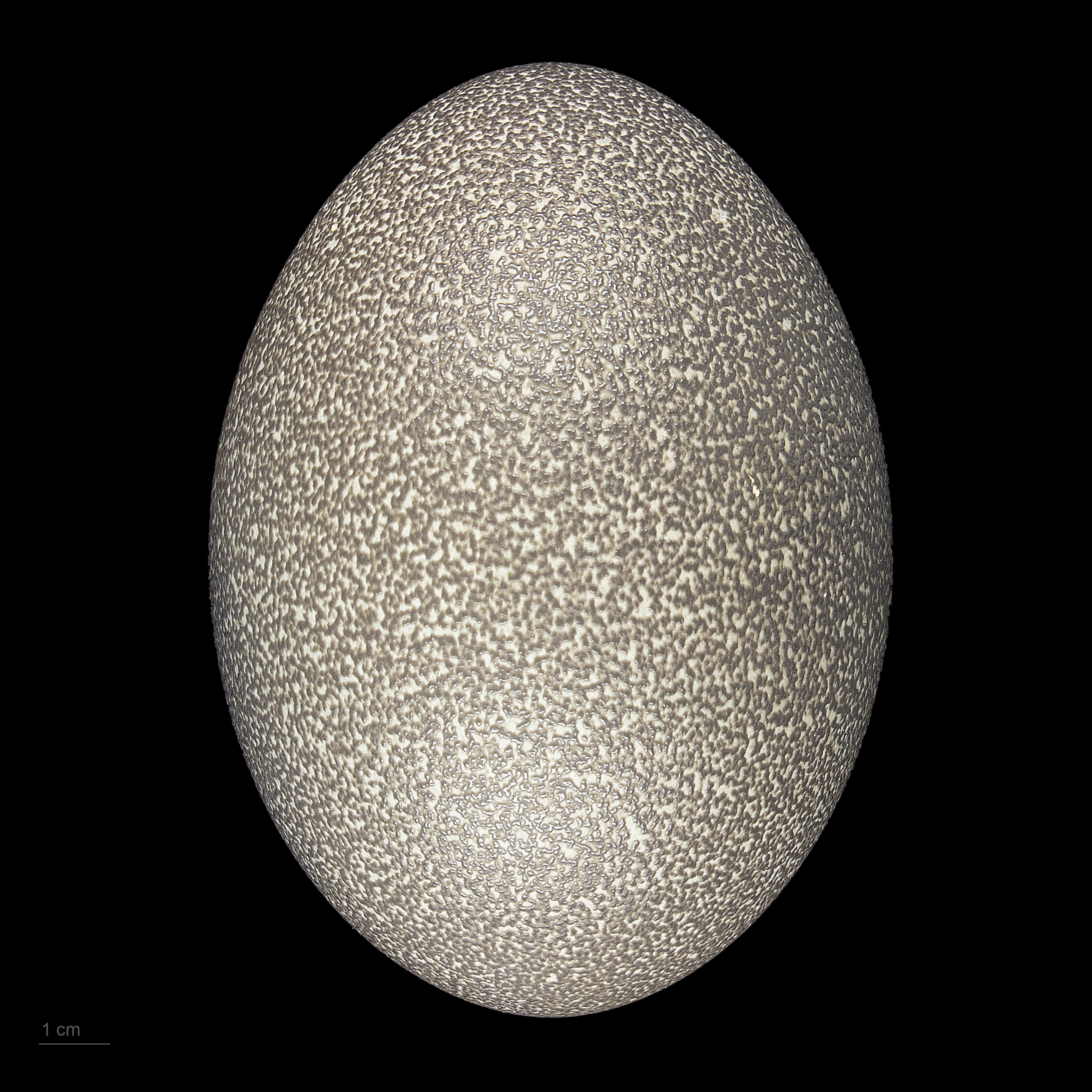
Emoe-ei - MHNT

De emoe (Dromaius novaehollandiae) is een vogel uit het (monotypische) geslacht Dromaius en de familie Casuariidae (Kasuarissen en emoes). Deze  loopvogel is na de struisvogel de grootste nog levende vogelsoort en de grootste van Australië. De vogel bewoont de meeste gebieden van het continent, behalve gebieden die dichtbevolkt zijn, dicht bebost zijn of bedekt zijn door  woestijn.

## Kenmerken
De vogel is 1,50 tot 2 meter hoog en weegt tot 60 kg. Het mannetje is gewoonlijk wat kleiner. 

## Leefwijze
Emoes zijn nomadische vogels. Zij trekken de regen achterna op zoek naar zaden, bloemen, fruit, knoppen, scheuten, insecten en rupsen. Emoes kunnen grote afstanden afleggen in een snelle economische draf, maar indien nodig kunnen ze voor korte tijd 50 km/h halen.
Emoes leven meestal alleen. Ze komen soms wel in hele troepen tezamen maar dat is meer omdat het voorradige voedsel ze bijeen brengt.

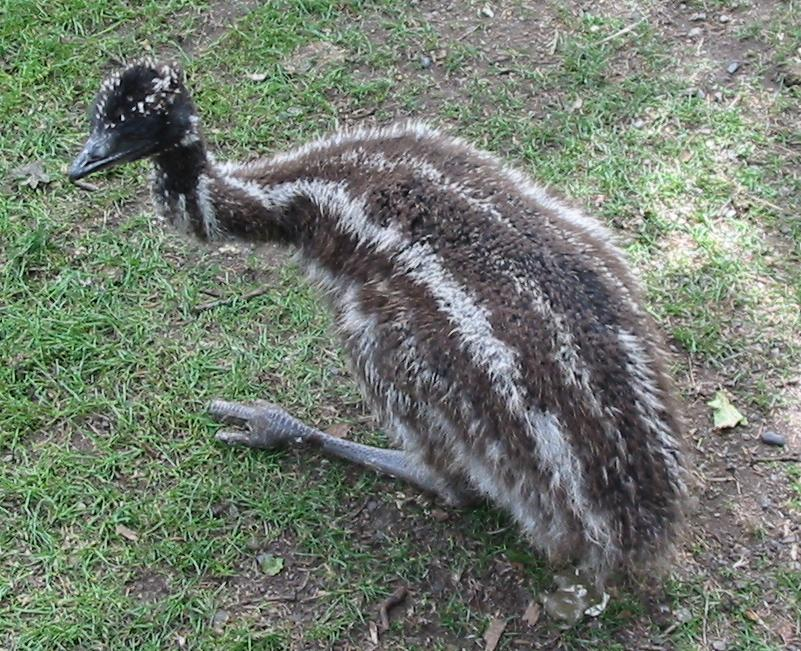
Emoe-kuiken

## Voortplanting
De vogel paart in hartje zomer en broedt in de koelere maanden. Ze houden er een territorium op na dat zo'n 30 km² kan bedragen. Als de dagen beginnen te korten ondergaat het mannetje hormonale veranderingen, verliest zijn eetlust en begint een ruw nest te bouwen van boombast, takjes, gras en bladeren. Ruwweg om de andere dag legt het wijfje een groot, dikschalig groen ei dat wel een halve kilo kan wegen. Na een ei of zeven wordt het mannetje broeds en de volgende acht weken eet noch drinkt noch ontlast hij zich. Hij staat alleen zo'n tien keer per dag op om de eieren te draaien. Als de eieren uitkomen is hij een derde van zijn gewicht kwijt. Het wijfje is er dan allang met andere mannetjes vandoor.
Ondanks alle vaderlijke zorgen slagen vooral varanen er vaak nog in eieren te stelen, maar gemiddeld halen zo'n vier van de zeven kuikens het tot de volwassenheid. De kuikens zijn nestvlieders, ze zijn zo'n 25 cm hoog, zijn bruin gestreept en vader leidt ze nog een half jaar rond om ze te beschermen en te leren hoe te overleven. Hij pikt daarbij vaak ook adoptiekinderen op. De kuikens groeien snel, tot een kilo per week en na ruim een jaar zijn ze volwassen. In het wild leven emoes zo'n jaar of tien, maar in gevangenschap kunnen ze meer dan het dubbele daarvan bereiken.

## Evolutie
De groep van de loopvogels (Ratites) waar emoes toe behoren is al erg oud. Zij zijn goed aangepast aan het hete continent waar ze op leven. Hun veren zijn licht van kleur, behalve de punten. Deze absorberen het zonlicht, maar ze zijn door het lichtere deel van de huid geïsoleerd. Het verenpak laat maar zo'n 2% van de zonnewarmte door.

## Ondersoorten
Van de soort zijn 4 ondersoorten bekend; 3 ervan zijn uitgestorven:
- D. n. novaehollandiae - "gewone" emoe: Australië, behalve het zuidwesten;
- D. n. diemenensis - Tasmaanse emoe: Tasmanië (uitgestorven);
- D. n. baudinianus - Kangaroo Island-emoe: Kangaroo Island, Australië (uitgestorven);
- D. n. minor - zwarte emoe: King Island, Australië (uitgestorven).

De Tasmaanse emoe stierf rond 1850 uit. De Kangaroo Island-emoe stierf uit rond 1827 als gevolg van de jacht en door vele bosbranden. De emoe van het vasteland werd in de jaren 20 van de 20e eeuw op het eiland uitgezet. De kleine zwarte emoe was maar half zo groot als de "gewone" emoe en stierf rond 1805 uit als gevolg van intensieve jacht door zeehondenjagers en zeelui.

## Relatie tot de mens
De Aboriginals hebben sinds lang de economische waarde van de vogel ontdekt, maar in de westerse maatschappij is die realisatie veel recenter. Zij zijn lang als plaag en concurrent voor het vee gezien. In 1932 is hun zelfs de oorlog verklaard. Het besef begint nu door te dringen dat het houden van emoes vaak minder schade doet aan de meer marginale gronden van het land. Bovendien houden de vogels insectenplagen onder de duim. De eieren en het vlees zijn nu gewilde producten en er zijn vele emoe-fokkerijen in Australië en inmiddels ook op andere continenten.